# Anania lancealis
Anania lancealis là một loài bướm đêm thuộc họ Crambidae. Loài này có ở châu Âu.

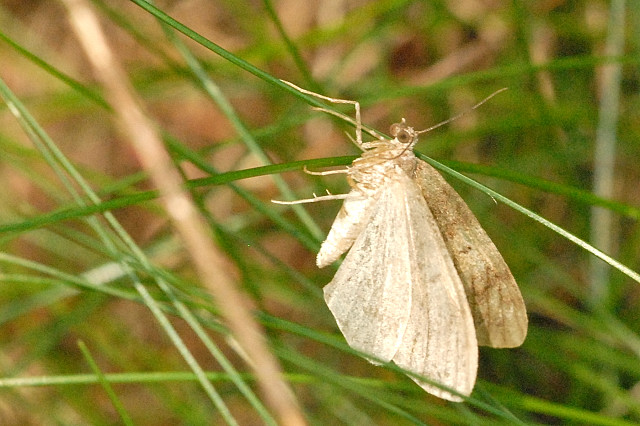

Sải cánh dài 30–34 mm. Con trưởng thành bay từ tháng 5 đến tháng 8 tùy theo địa điểm.
Ấu trùng ăn Eupatorium cannabinum, but is also reported on Jacobaea vulgaris, Teucrium scorodonia, Sium latifolium và Stachys.